# Битва при Левкопетре
Битва при Левкопетре (также известна как битва на Истме и битва при Коринфе) — сражение между войсками Ахейского союза и Римской республики в 146 до н. э. во время Ахейской войны.

## События, предшествовавшие битве
Римская республика, воспользовавшись междоусобным конфликтом между Ахейским союзом и Спартой, постановила отделить от союза некоторые города: Спарту, Коринф, Аргос, Гераклею, Орхомен, что низводило союз до второстепенного государства. Этот декрет римлян вызвал в союзе бурное негодование, а попытки римлян урегулировать этот конфликт не имели успеха. Ахейцы, слабость которых привела их к безрассудной храбрости, подстрекаемые враждебными Риму стратегами Критолаем и Диэем, решились на войну со Спартой вопреки резолюции римского сената, что фактически означало войну с Римом.
Ахейский союз был поддержан только Беотийским союзом, граждане которого были обвинены Римом в нападении на Фокиду, Эвбею и Амфиссу и присуждены к штрафу. Римский консул Луций Муммий, стоявший в Македонии, получил приказ выступить в поход на Пелопоннес.
Критолай с войском не стал дожидаться римлян, позволив им перейти Фермопилы, и отступил к Скарфею в Северной Локриде. Здесь он был застигнут римлянами, потерпел поражение и погиб в бою. Его тело так и не было найдено.
Аркадский отряд в тысячу человек, дошедший до фокидской Элатеи, при известии о поражении при Скарфее отступил в Беотию, где и погиб в сражении с римлянами у Херонеи.
Диэй, приняв власть вместо павшего Критолая, предпринял чрезвычайные меры — дал свободу рабам, рождённым в Греции, и собрал войско из ахейцев и аркадян со всех городов. Собранное им войско вместе с рабами состояло из 600 всадников и 14 тыс. тяжеловооруженных пехотинцев. Он отправил отряд в 4 тыс. воинов в Мегару под командованием Алкамена, но при виде римлян тот с войском бежал в Коринф. Римляне захватили добровольно сдавшуюся Мегару и подошли к Истму. Муммий отправил послов к ахейцам, предлагая решить дело миром, но его призыв был отклонён Диэем. Войска римлян и ахейцев встретились у деревни Левкопетра на Истме.

## Ход сражения
Римские войска насчитывали 23 тыс. человек пехоты, 3,5 тыс. конницы, а также включали в себя критских стрелков и подкрепление из Пергама. Италики и вспомогательные войска были поставлены как сторожевой отряд в 12 стадиях от основных сил.
Греки располагали лишь 14 тысячами пехотинцев и 600 всадниками. Ахейское войско, таким образом, уступало римлянам в численности почти вдвое. В первую ночь ахейцы совершили успешное нападение на римский сторожевой отряд, и, воодушевлённые победой, выступили против римлян.
В сражении немногочисленная ахейская конница не выдержала натиска римской кавалерии и обратилась в бегство. Ахейская пехота, хоть и пала духом от бегства конницы, стойко встретила превосходящие силы римлян. Ахейцы дрогнули только тогда, когда во фланг им ударил отборный римский отряд в 1 тыс. человек. Всё ахейское войско обратилось в бегство. Диэй бежал в Мегалополь, где покончил с собой, приняв яд.

## Последствия битвы
После победы Муммий подступил к Коринфу. Несмотря на то, что город не сопротивлялся, Муммий, опасаясь засады, вошёл в город только на третий день и подверг его жестокому разгрому, уничтожив торгового конкурента Рима. Перебив многих жителей Коринфа, он продал в рабство всех женщин и детей. Ахейский союз и другие политические объединения Греции были распущены, а сама Греция окончательно потеряла независимость.